# 増島城
増島城（ますしまじょう）は、岐阜県飛騨市古川町片原町にあった日本の城。北飛騨唯一の平城。古川国府盆地の中央、荒城川沿いに位置する。岐阜県指定史跡。

## 歴史
金森長近は1585年（天正13年）に三木氏の治めていた飛騨国を攻略して領国とし、本城の高山城および支城の萩原諏訪城、増島城を築いた。増島城の建設は1586年（天正14年）であり、完成すると長近の養子・金森可重が古川城から移って城主となった。
長近が1608年（慶長12年）に没して後継者の可重が高山城に入ると、その長子・金森重近が増島城主となった。可重の死後はその三男である金森重頼が跡を継ぎ、重近は出家して京都に去った。その後は家臣が入ったと思われるが、1619年（元和元年）の一国一城令にともない廃城となって古川旅館と改称し、萩原諏訪城跡の萩原旅館や下原旅館と同様に金森氏の陣屋となった。1692年（元禄5年）に金森氏は出羽国上山藩へ移封され、1695年（元禄8年）に高山城とともに破却された。

## 遺構
城が破却された後は書院は本光寺、城門は林昌寺、円光寺、本光寺などに与えられたとされる。火災にあった本光寺以外の林昌寺、円光寺には山門として現存する。現在本丸跡には飛騨市立古川小学校と増島天満神社があり、神社の境内には本丸櫓台の石塁と、小学校建設当時にそのほとんどが埋め立てられた堀の一部が残り、それらが増島城跡として1959年（昭和34年）11月16日に県の史跡に指定されている。

## アクセス
- JR東海高山本線飛騨古川駅から徒歩5分